# Alter Bahnhof (Baden-Baden)

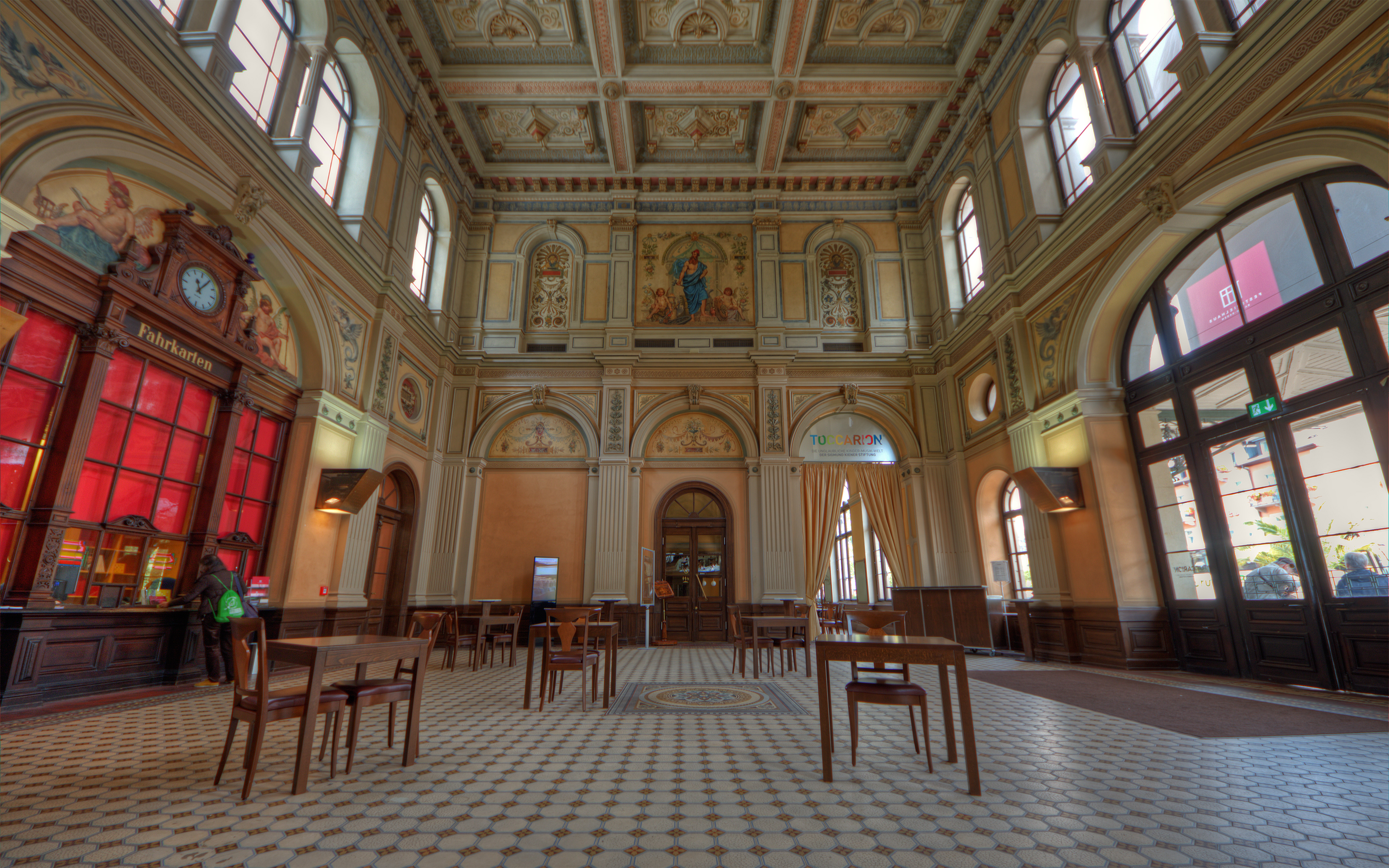
Ehemalige Schalterhalle im Empfangsgebäude

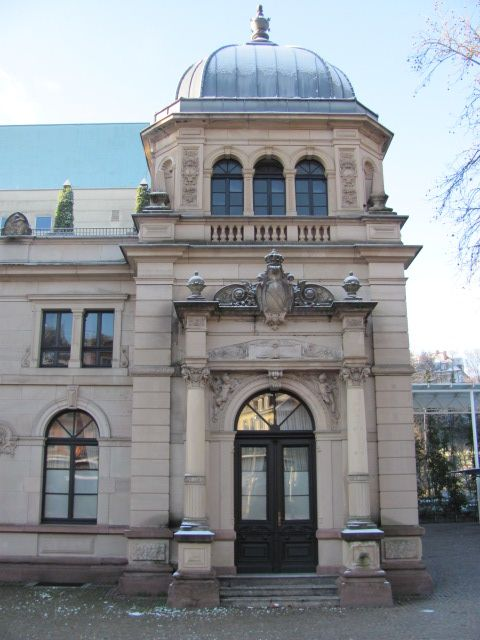
Fürstenpavillon des Empfangsgebäudes

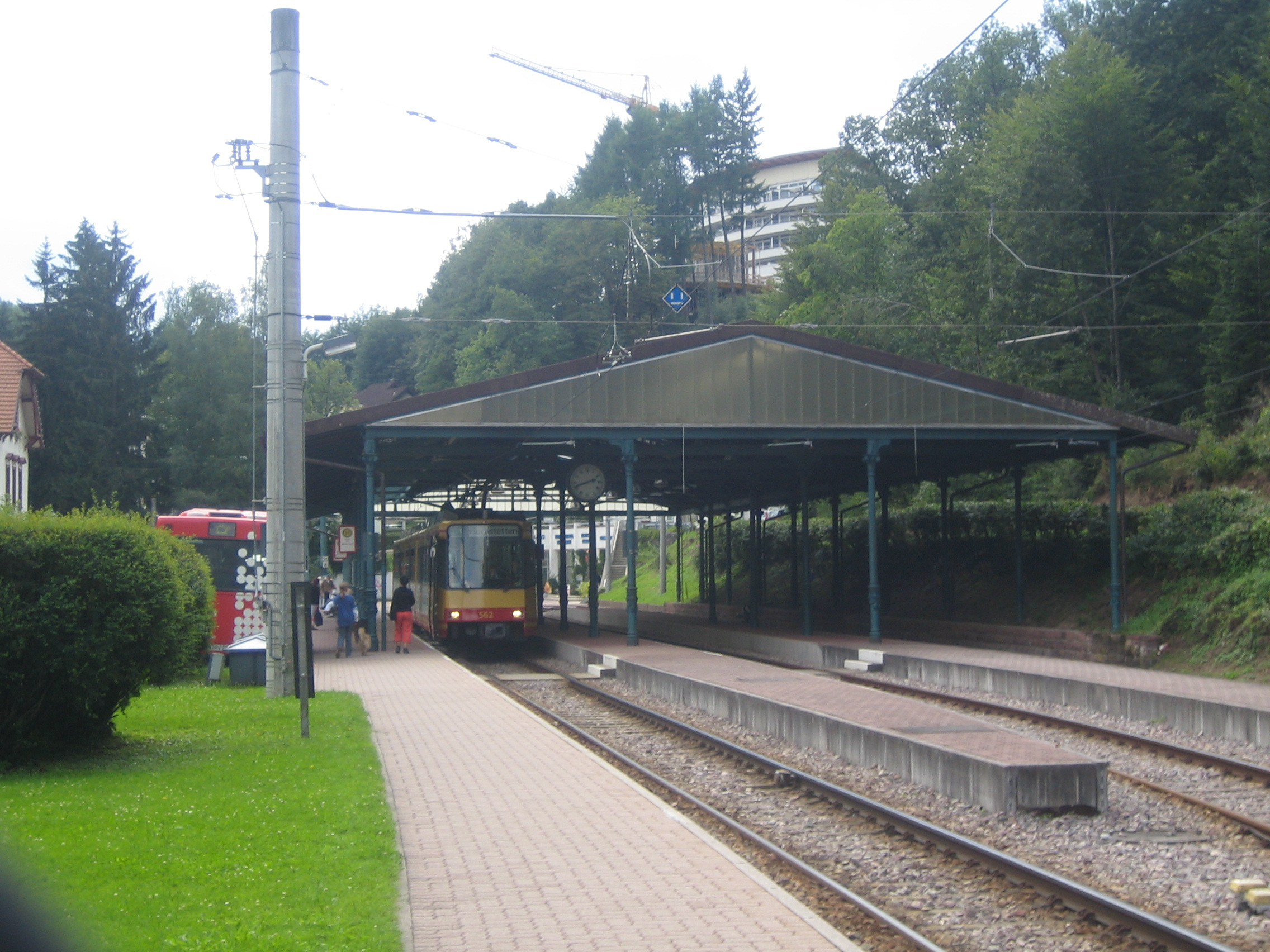
Teile der Bahnsteigüberdachung des Baden-Badener Stadtbahnhofs wurden 1978 in Bad Herrenalb wieder aufgebaut

Der alte Bahnhof Baden-Baden (so die letzte Bezeichnung) war ein Kopfbahnhof und Endpunkt der Bahnstrecke Baden-Oos–Baden-Baden. Er ging zusammen mit dieser Strecke am 27. Juli 1845 in Betrieb, diente dem Nah- und Fernverkehr und wurde zusammen mit der Strecke schließlich am 24. September 1977 stillgelegt. Seit 1998 ist das aus dem Jahr 1895 stammende Empfangsgebäude Teil des Festspielhauses Baden-Baden.

## Bahnanlage

### Geschichte
Da die Stadt Baden-Baden abseits der Oberrheinischen Tiefebene im Tal der Oos liegt, konnte die Trasse der Badischen Hauptbahn aus topografischen Gründen nicht direkt an dieses wichtige Reiseziel angebunden werden. Stattdessen wurde eine Stichbahn von der etwa vier Kilometer entfernt liegenden Gemeinde Oos nach Baden (damaliger Name der Stadt) geführt.
Im Laufe der Zeit erfuhr der Bahnhof mehrere Umbauten. 1855 wurden seine Gleisanlagen – ebenso wie alle andere im Großherzogtum Baden – von Breitspur (1600 mm) auf Normalspur (1435 mm) umgespurt. Seit dem 27. Mai 1958 war die Strecke bis Baden-Baden elektrifiziert.

### Name
Die Bezeichnung des Bahnhofs wechselte mehrfach:
| Jahr     | Bezeichnung       |
| -------- | ----------------- |
| bis 1903 | Baden             |
| ab 1903  | Baden-Baden       |
| ab 1932  | Baden-Baden Stadt |
| ab 1937  | Baden-Baden       |

Nicht zu verwechseln ist der hier beschriebene ehemalige Stadtbahnhof von Baden-Baden mit dem heutigen Bahnhof Baden-Baden an der Badischen Hauptbahn, der im Laufe seiner Existenz ebenfalls mehrfach die Bezeichnung wechselte und heute der Bahnhof Baden-Baden ist.

## Verkehr

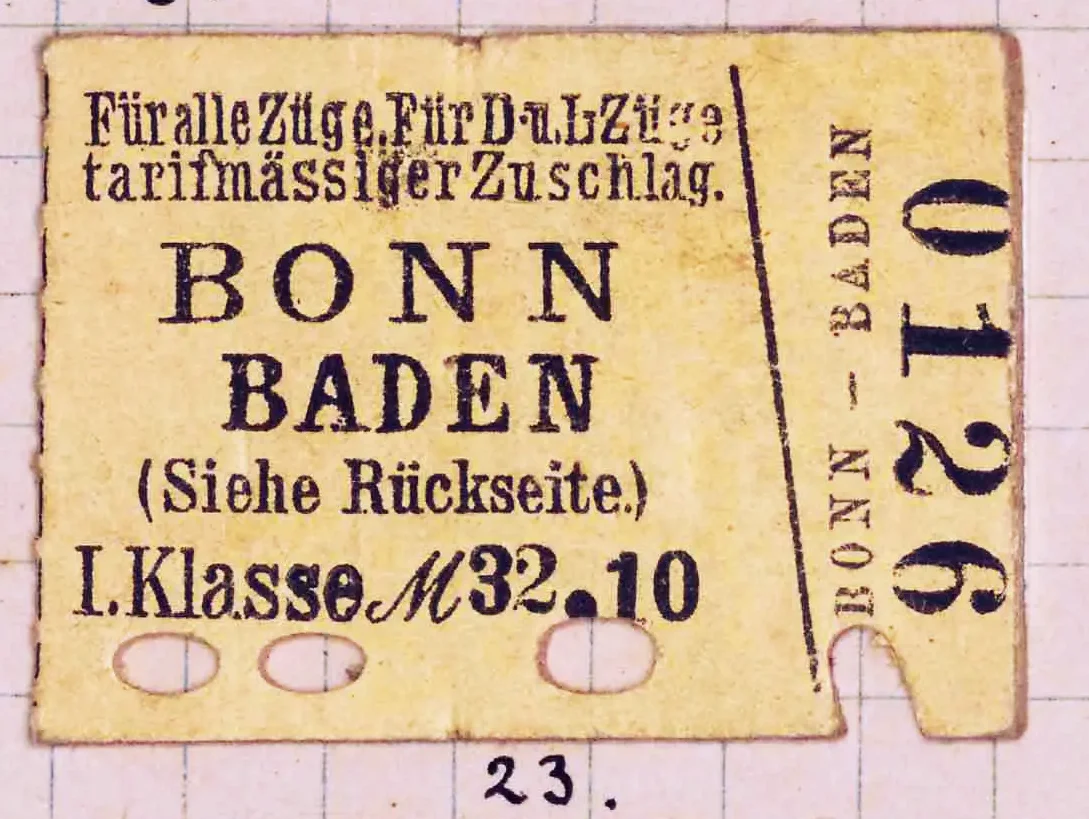
Der Anteil von Billets 1. Klasse war bei diesem Bahnhof hoch.

Von hier verkehrten sowohl Zubringerzüge zum Bahnhof Oos als auch durchgehende Fernverkehrszüge und Kurswagen. Dazu zählte einer aus Paris, der nur die (alte) erste Wagenklasse führte und seit 1897 verkehrte. Darüber hinaus gab es Direktverbindungen nach Amsterdam, Berlin, Brüssel, Luzern und München. In den Rennwochen verkehrten ab 1896 zudem durchgehende Pendelzüge zum Bahnhof Rennplatz Iffezheim, um den internationalen Gästen eine bequeme Anreise zu ermöglichen.
In den 1960er- und 1970er Jahren galt die Bahnstrecke Baden-Oos–Baden-Baden in den Augen der Baden-Badener Kommunalpolitik und der Deutschen Bundesbahn als unmodern, die zahlreichen Bahnübergänge wurden als für den Autoverkehr hinderlich empfunden und daher die Einstellung der Strecke betrieben. Oberbürgermeister Ernst Schlapper wollte das Bahnhofsgelände als Großparkplatz weiter verwenden. Mit Beginn des Winterfahrplans 1977/78 wurde daher der Eisenbahnverkehr eingestellt, der Bahnhof funktionslos.

## Empfangsgebäude
Das erste Empfangsgebäude des Bahnhofs Baden war ein Holzfachwerkgebäude, das Friedrich Eisenlohr im Schweizerhausstil entworfen hatte und das seitlich neben den Gleisen stand. Angesichts des anreisenden erlesenen Publikums hatte es selbstverständlich ein Fürstenzimmer. Dieses erste Empfangsgebäude hatte zwei Nachteile: Es war für den rasant wachsenden Verkehr schon sehr bald zu klein und für das mondäne Publikum des „Weltbades“ zu wenig repräsentativ. Den ersten Mangel behoben die Großherzoglich Badischen Staatseisenbahnen durch Anbauten. Letzteres war nur durch einen Neubau zu beseitigen. Dieser zögerte sich aber immer wieder hinaus und konnte erst am 18. März 1895 eingeweiht werden. Verwirklicht wurde ein prächtiges Gebäude im Stil der Neorenaissance mit Anleihen aus dem Barock. Ein Drittel der Baukosten durfte auf die Dekoration der Fassade verwendet werden. Sie wurde mit einem hellen Sandstein aus dem Murgtal gestaltet. Das Gebäude erhielt eine elektrische Beleuchtung und selbstverständlich wieder ein Fürstenzimmer, das in den westlichen Pavillon der Anlage platziert wurde.
Das Empfangsgebäude ist heute ein Kulturdenkmal von besonderer Bedeutung gemäß § 12 Baden-Württembergisches Denkmalschutzgesetz.

## Verwertung
Die Bahnanlagen wurden nach deren Aufgabe bald abgerissen. 1978 wurden Teile der alten Bahnhofshalle 15 Kilometer östlich zum Bahnhof Bad Herrenalb – dem Endpunkt der Albtalbahn – transloziert. Das Empfangsgebäude des Bahnhofs blieb erhalten und wurde 20 Jahre lang anderweitig genutzt, unter anderem als Automatenspielstätte des Casinos. Auf den ehemaligen Bahnsteigen entstand eine Veranstaltungshalle aus einem Stahlrohr-Baukastensystem. Auf dem umgebenden Grund fand der Baden-Badener Flohmarkt statt. Als in den 1990er Jahren das Festspielhaus Baden-Baden auf dem ehemaligen Bahngelände errichtet wurde, gestaltete der Architekt Wilhelm Holzbauer das Empfangsgebäude zum Foyer des Festspielhauses um. Außerdem wurde auf dem ehemaligen Bahngelände ein See mit Grünanlage angelegt und eine Tiefgarage errichtet. Auch das nördliche Portal des 1989 eröffneten Michaelstunnels befindet sich auf dem ehemaligen Bahnhofsgelände.
An den Bahnhof erinnern die Straßenbezeichnungen Eisenbahnstraße, Beim alten Bahnhof und Bahnstaffel. Das Empfangsgebäude erreichte eine gewisse Bekanntheit durch den von Vollmer angebotenen Bausatz für Modelleisenbahnen.